# Philibert-Louis Debucourt
Pour les articles homonymes, voir Debucourt.
Philibert-Louis Debucourt, né le 13 février 1755 à Paris et mort le 22 septembre 1832 à Belleville, est un peintre et graveur français, connu pour ses scènes de genre.

## Biographie

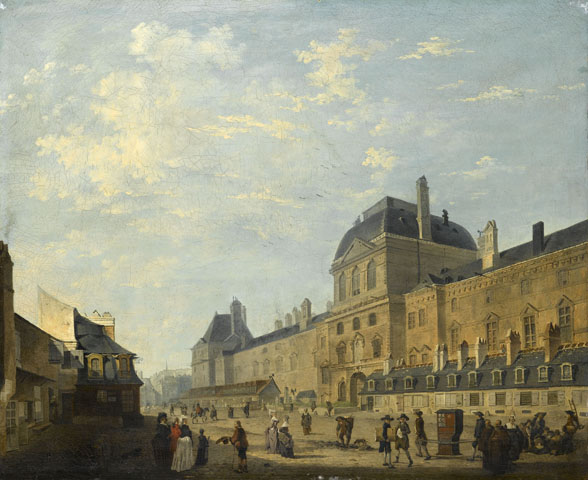
La Façade du Louvre vue depuis la rue Fromenteau, Paris, musée du Louvre.

Philibert-Louis Debucourt est le fils de Jean-Louis de Bucourt, huissier à cheval au Châtelet de Paris qui acquit une grande propriété le 8 mai 1771 à Montmartre où il mourut en 1801. Sa mère est Marie-Luce Dieu.
Le 29 janvier 1782, Debucourt épouse Marie-Élisabeth-Sophie Mouchy, fille du sculpteur Louis-Philippe Mouchy et d' Élisabeth-Rosalie Pigalle, nièce de Jean-Baptiste Pigalle. Le couple s'installe dans les bâtiments du Louvre, dans trois pièces et une petite antichambre, grâce à la générosité de Mouchy. Debucourt est veuf le 5 avril 1783, quinze mois après son mariage et perd son fils unique Jean-Baptiste à l'âge de dix-huit ans en 1801. Il se remarie en 1803, avec Suzanne-Françoise Marquant, et quitte son logement du Louvre.
Élève de Joseph-Marie Vien en 1774, il est agréé par l’Académie royale de peinture et de sculpture le 28 juillet 1781. Il en devient membre un an plus tard. D’abord peintre de genre dans le style de Jan Van der Heiden, Debucourt s’oriente en 1785 vers la gravure en couleur avec Louis Le Coeur, et devient l’un des maîtres du genre, réalisant des compositions originales lumineuses et d’une grande perfection technique. Il grave d'après Carle Vernet et Horace Vernet.
Il débute au Salon en 1781 avec des scènes villageoises et continuera à exposer jusqu'en 1824. Son succès est à son apogée à la fin du XVIIIe siècle.
En 1794, il participe à l'oeuvre collective d'héroïsation de Joseph Bara en réalisant l'estampe Mort héroïque du jeune Barra : dédiée aux jeunes Français. qui a peut-être servi d'inspiration au célèbre tableau que Jean-Joseph Weerts réalisera un siècle après, intitulé La Mort de Bara.
Après la Révolution française, il ne réalise plus que des estampes d'interprétation à l’aquatinte ou à la manière noire. Il collabore aussi au Journal des dames et des modes.
Il a pour élève son neveu par alliance Jean-Pierre-Marie Jazet, fils de Jeanne Marquant.
Il réalise des gravures pour les éditeurs Didot, notamment les illustrations pour Héro et Léandre en 1801, écrit par son ami le chevalier de Quérelles.
Il devient membre correspondant de l'Institut le 25 septembre 1817.
Philibert-Louis Debucourt habita la maison paternelle située au carrefour du 2, rue Ordener et du 1, rue de la Chapelle de 1803 à 1823 en compagnie de sa seconde épouse, Suzanne Marquant. Il fut l'un des pensionnaires de l'atelier La Childebert au 9, rue Childebert à Paris.
Debucourt s’éteint le 22 septembre 1832 à trois heures de relevée, au 18, rue des Bois à Belleville. Son fidèle neveu Jean-Pierre-Marie Jazet, domicilié au 18 bis de la même rue, déclarant, signe l'acte avec le graveur Étienne-Joseph Chevrier.
Les frères Goncourt ont décrit la vie de cet artiste à Montmartre. Pour référencer et illustrer leurs publications sur Debucourt, Edmond et Jules de Goncourt se sont rapprochés de Jean-Pierre-Marie Jazet et de l'un de ses fils.
La critique du début du XXe siècle qualifie Debucourt comme étant le graveur de « l'élégance française ». Après avoir été oublié durant le XIXe siècle, il retrouve sa notoriété, via Beraldi, au début du siècle suivant.
Debucourt est l'auteur de plusieurs dessins, entre autres interprétés en gravures par Augustin Legrand. Par ailleurs, il eut plusieurs apprentis, dont Louis Le Coeur (fl., 1784-1823).

## Œuvres dans les collections publiques

### Peintures
- Avignon, musée Louis Vouland : Chevaux au pré ; Chevaux au Verd ; Madame et Monsieur, estampes.
- Beaune, musée des Beaux-Arts : Scène champêtre, huile sur toile, 21,5 × 17 cm[15].
- Gray, musée Baron-Martin :
  - Un modèle, d'après Prud'hon, gravure sur papier, 10 × 8 cm ;
  - L'ingratitude ou la soif de l'or, d'après Prud'hon, gravure sur papier, 26 × 17 cm.
- Marseille, musée des civilisations de l'Europe et de la Méditerranée : Aux Braves Habitants des chaumières, estampe.
- Montauban, musée Ingres : Portrait d'un vieillard, huile sur carton, 18 × 16,3 cm[16].
- Paris, musée du Louvre :
  - Fête champêtre, miniature[17].
  - Cavalier sur une place, huile sur toile.
  - Jeune Homme et jeune femme dansant, miniature.
  - La Façade du Louvre vue depuis la rue Fromenteau, huile sur toile, 50 × 61 cm[18].
  - La Route du marché, huile sur bois, 26,5 × 23 cm[19].
  - Villageois et cavaliers regardant la pantomime, huile sur toile, 24 × 32 cm[20].
- Bibliothèque nationale de France
  - L'Heureuse Famille, estampe en couleur,
- Pithiviers, musée d'Art et d'Histoire : Profil de jeune homme vers la gauche, dessin.
- Rouen, musée des Beaux-Arts :
  - La Beuverie, huile sur toile ;
  - Portrait d'une femme en costume d'écuyère, huile sur toile[21].
- Versailles, musée de l'Histoire de France : Trait d'humanité de Louis XVI pendant l'hiver 1785, huile sur toile, 61,5 × 82,9 cm[22].

### Gravures
- Route de Naples[23]
- Route de Saint Cloud[24]
- Route de Poissy[25]
- Route des champs[26]
- Route de poste[27]
- Route du marché[28]
- La Déesse des mers[29]
- Adèle la vénitienne[30]
- Mlle Van Maelder[31]
- La Belle Fracastane[32]
- Portrait du marquis de La Fayette[33]
- Portrait du duc d'Orléans dit Philippe égalité[34]
- La Noce au château[35]
- Une Ambulance[36]
- La Croisée[37]
- La Rose mal défendue[38]
- La Rose[39]
- La Main[40]
- Les Bouquets ou la fête de grand maman[41]
- Les Plaisirs de la paternité[42]
- Heur ou malheur de la cruche cassée[43]
- Exercice de franconie n°1[44]
- Exercice de franconie n°2[45]
- Liberté et égalité[46]
- Henri IV[47]
- Pauvre Annette[48]
- Annette et Lubin[49]
- Le Feu[50]
- Le Marchand de peau de Lapin[51]
- L'Escalade[52]
- Sainte Geneviève[53]
- Le Menuet de la mariée[54]
- L'Oiseau ranimé[55]
- Les Deux Baisers[56]

### Illustrations d'ouvrages
- Boudeville, Encyclopédie du dessin, dessiné et gravé à la manière du crayon, Paris, Nicolle, 1811.
- Voyage pittoresque et historique du nord de l’Italie, sous la direction de Tønnes Christian Bruun-Neergaard, dessins par Thomas-Charles Naudet et Louis-François Cassas, gravures par Debucourt, Firmin-Didot, 1820.

Peintures de Philibert-Louis Debucourt
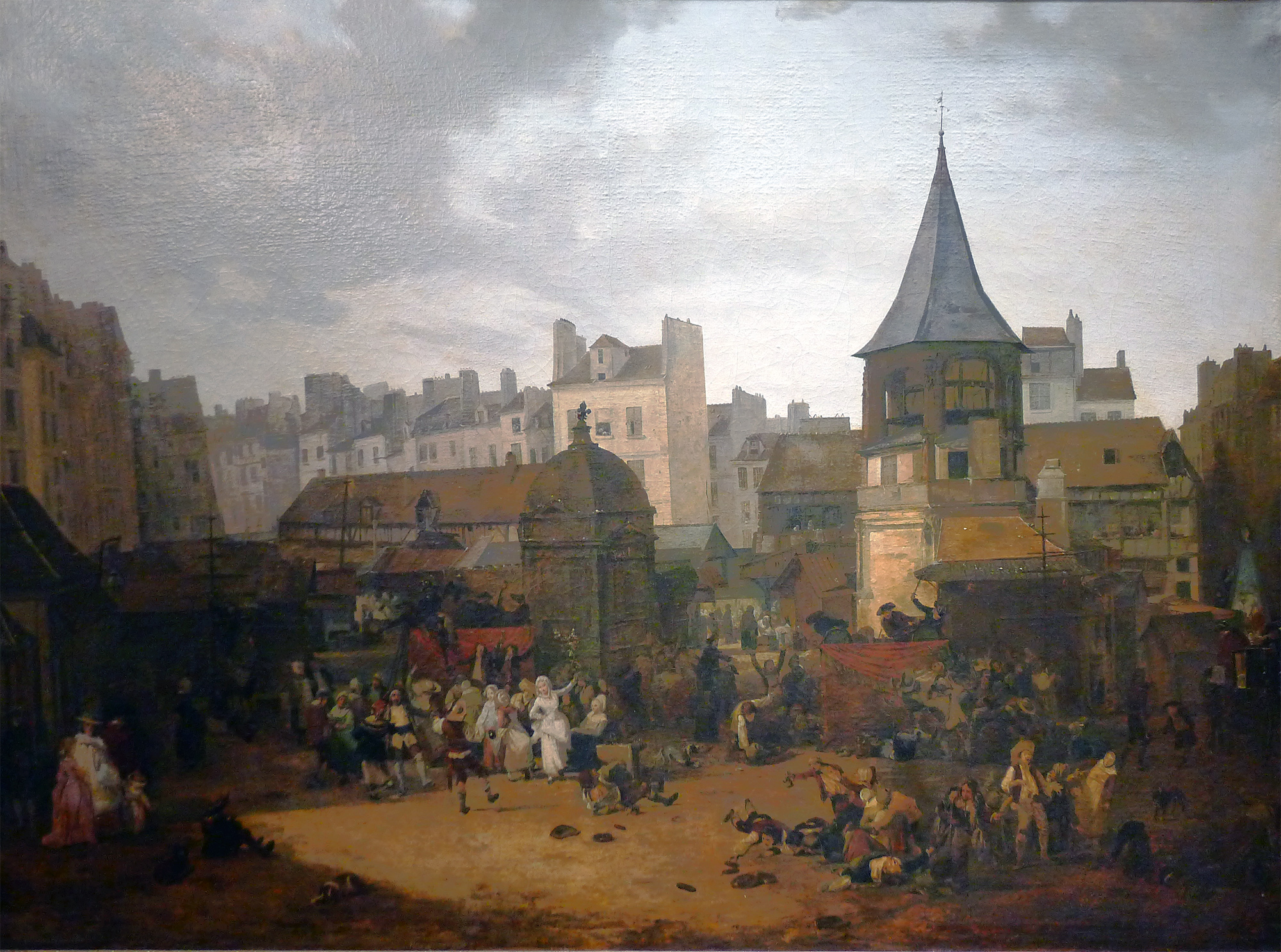
Réjouissances données par la Ville de Paris aux Halles, le 21 janvier 1782, à l'occasion de la naissance du dauphin, Paris, musée Carnavalet.
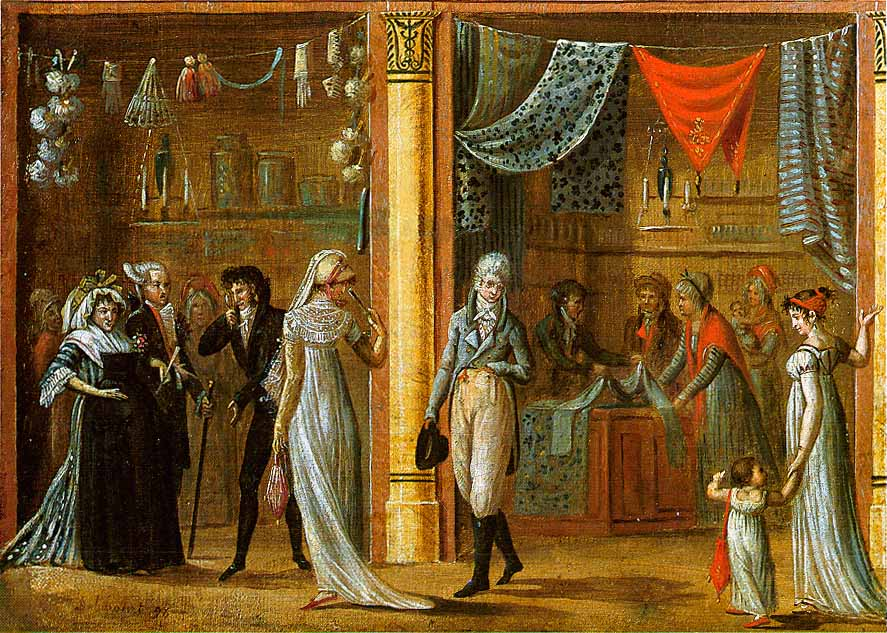
La Galerie de bois au Palais-Royal (1798), huile sur toile, Paris, musée Marmottan-Monet.
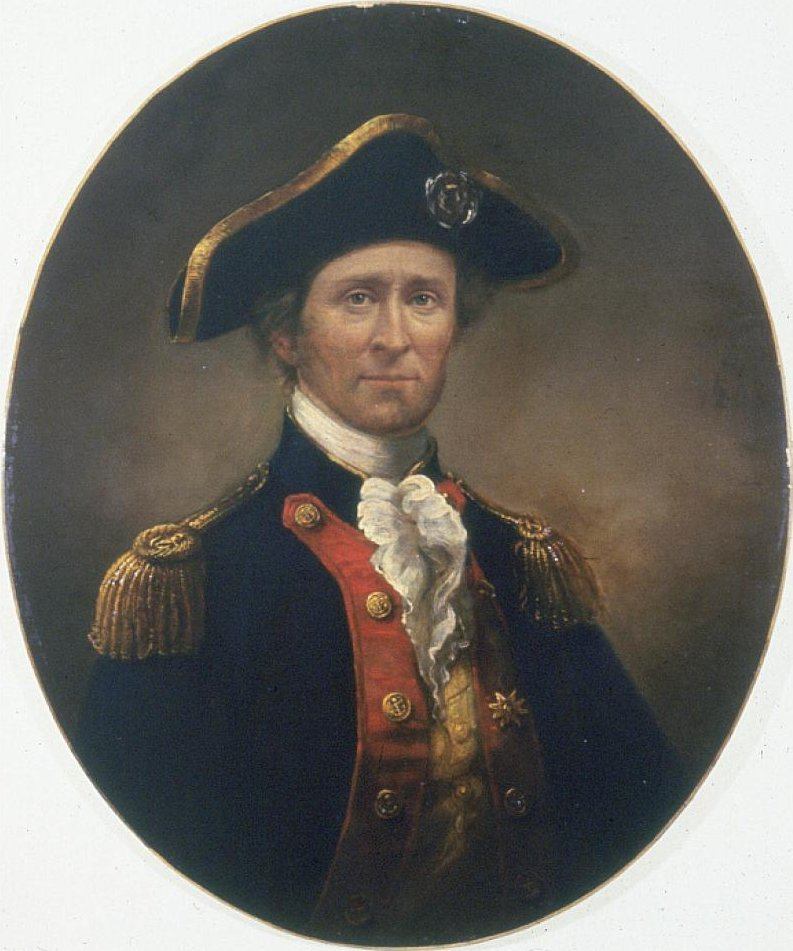
John Paul Jones, huile sur toile, Ithaca, Herbert F. Johnson Museum of Art.
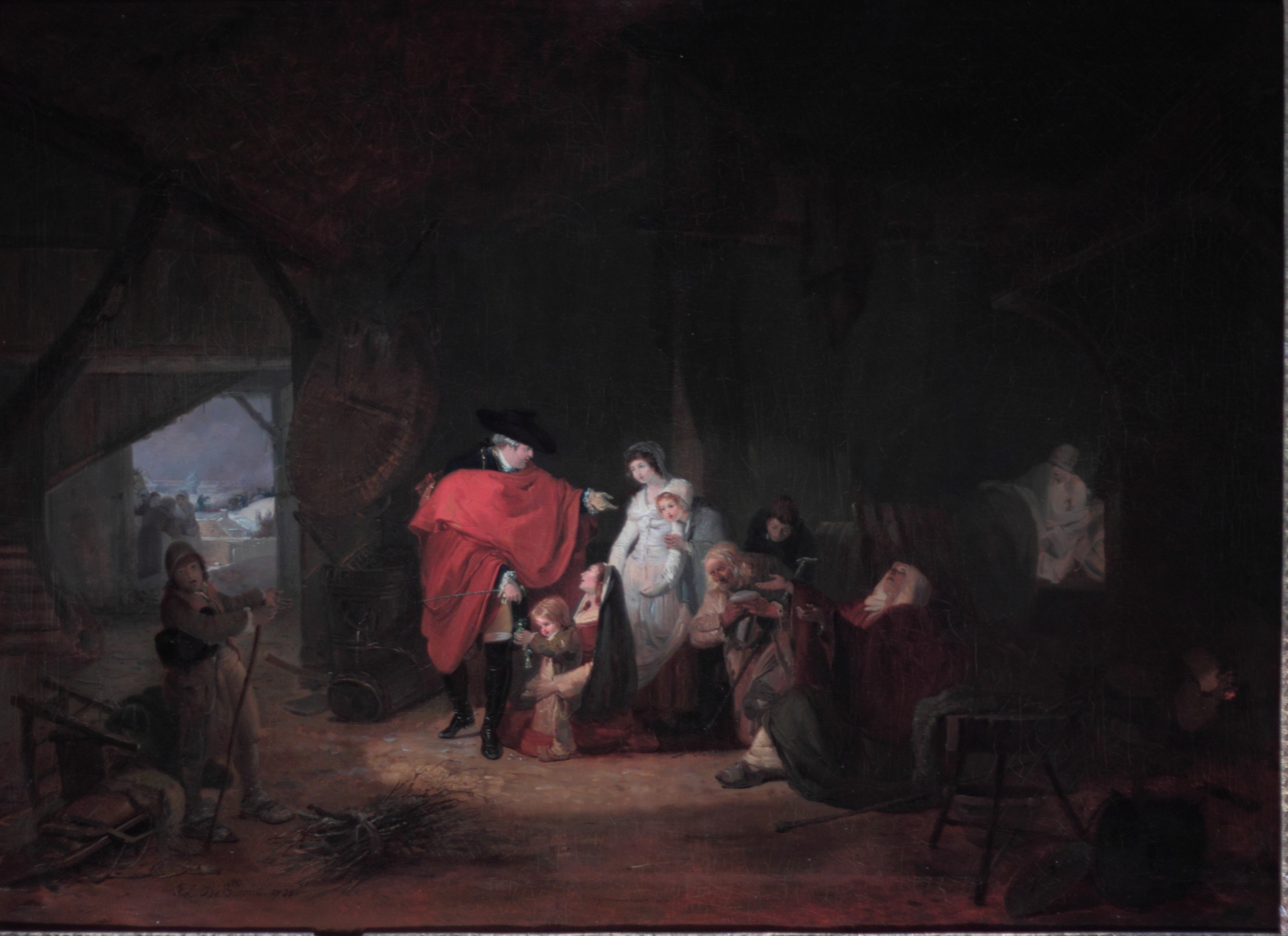
Trait d'humanité de Louis XVI, huile sur toile, Versailles, musée de l'Histoire de France.

Estampes et dessins de Philibert-Louis Debucourt
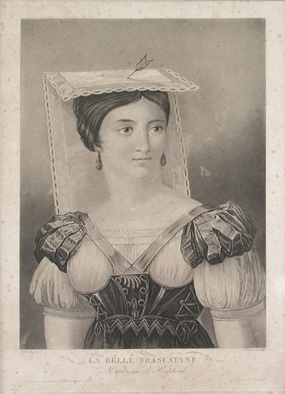
D'après Raphaël, La Belle Frascatane, aquatinte.
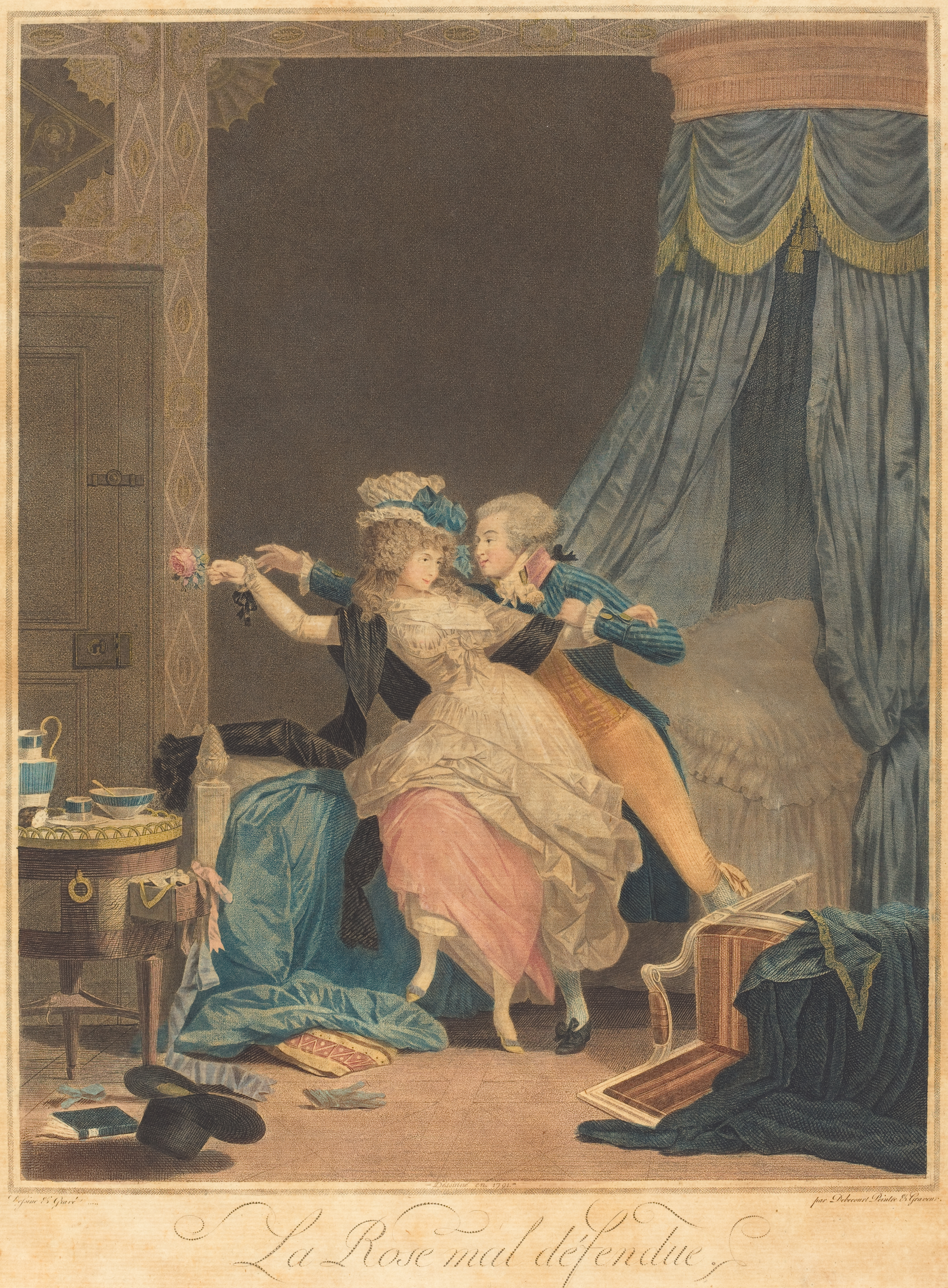
La Rose mal défendue (1791), encrage à la poupée, Londres, National Gallery of Art.
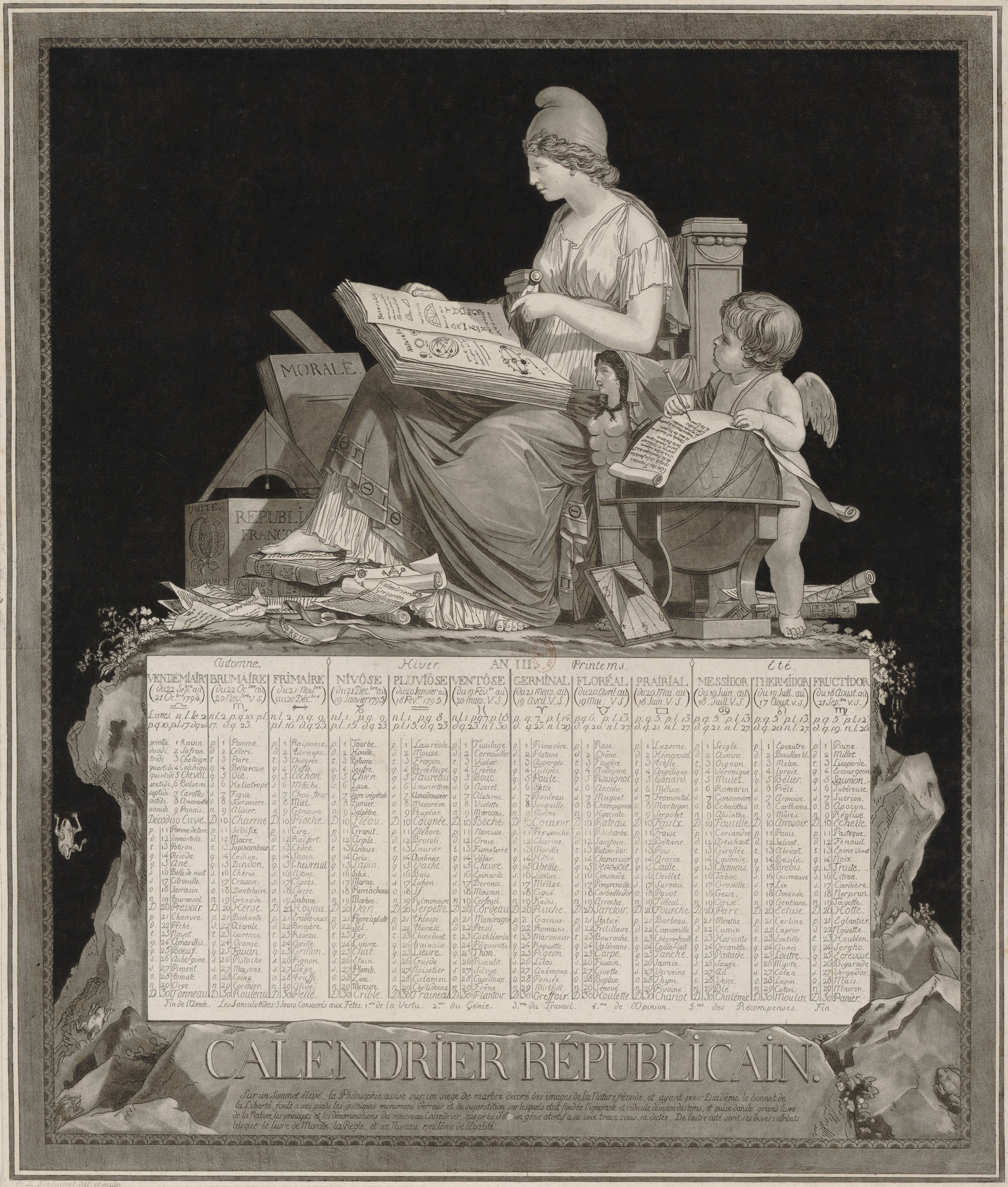
Calendrier républicain pour l'an II (1794), estampe au lavis.
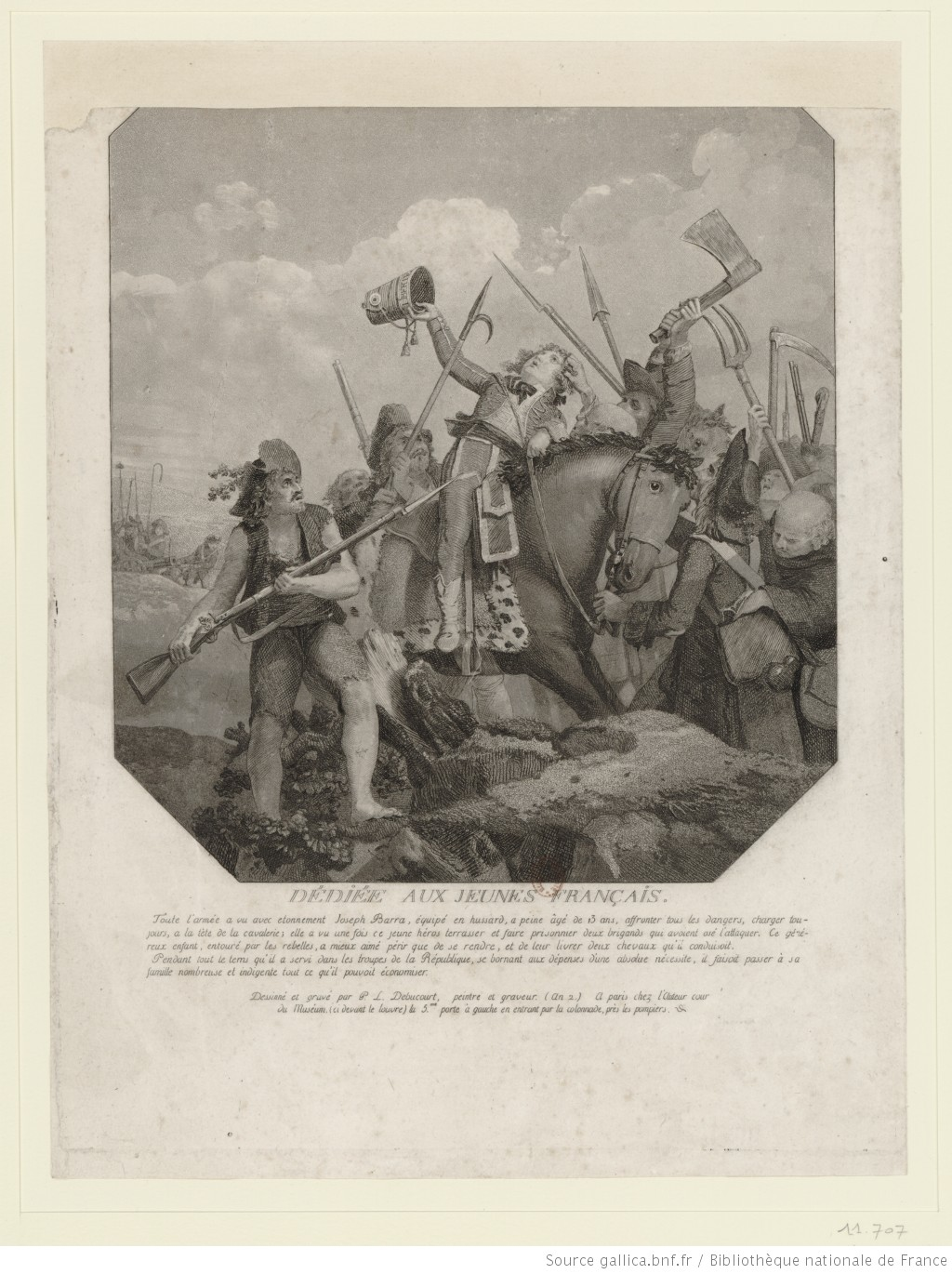
Mort héroïque du jeune Barra dédiée aux jeunes Français (1794)
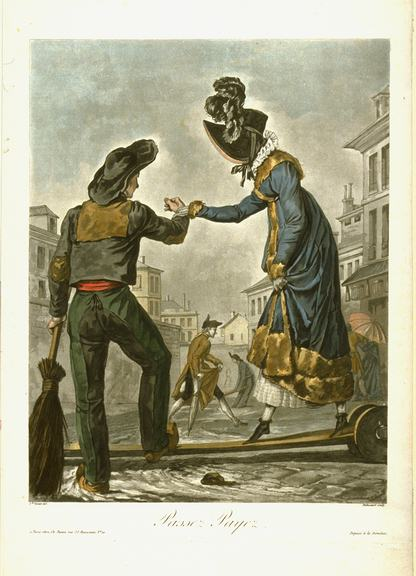
D'après Carle Vernet, Passez payez, aquatinte.
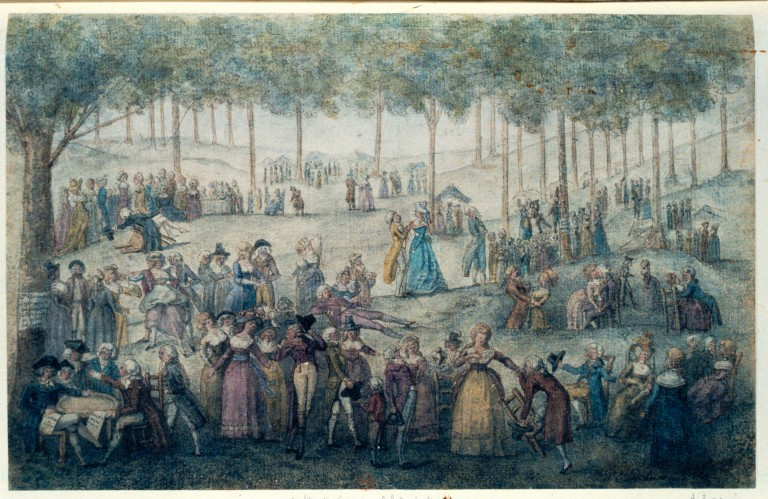
La Fête des Loges au XVIIIe siècle, dessin, Paris, Bibliothèque nationale de France.
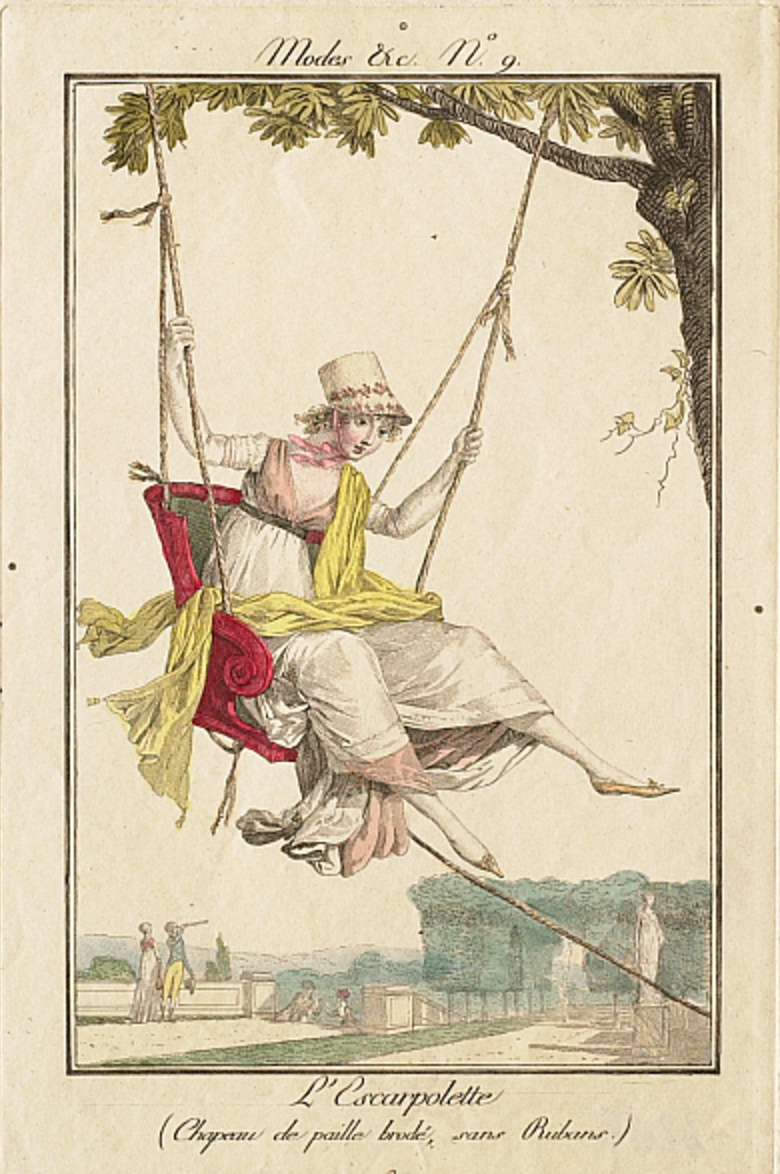
Modes et Manières No. 9: L'Escarpolette (Chapeau de paille brodé, sans Rubans), 1800, eau forte colorée à la main, Williamstown, Clark Art Institute.
Scène de carnaval, dessin, Cleveland Museum of Art.
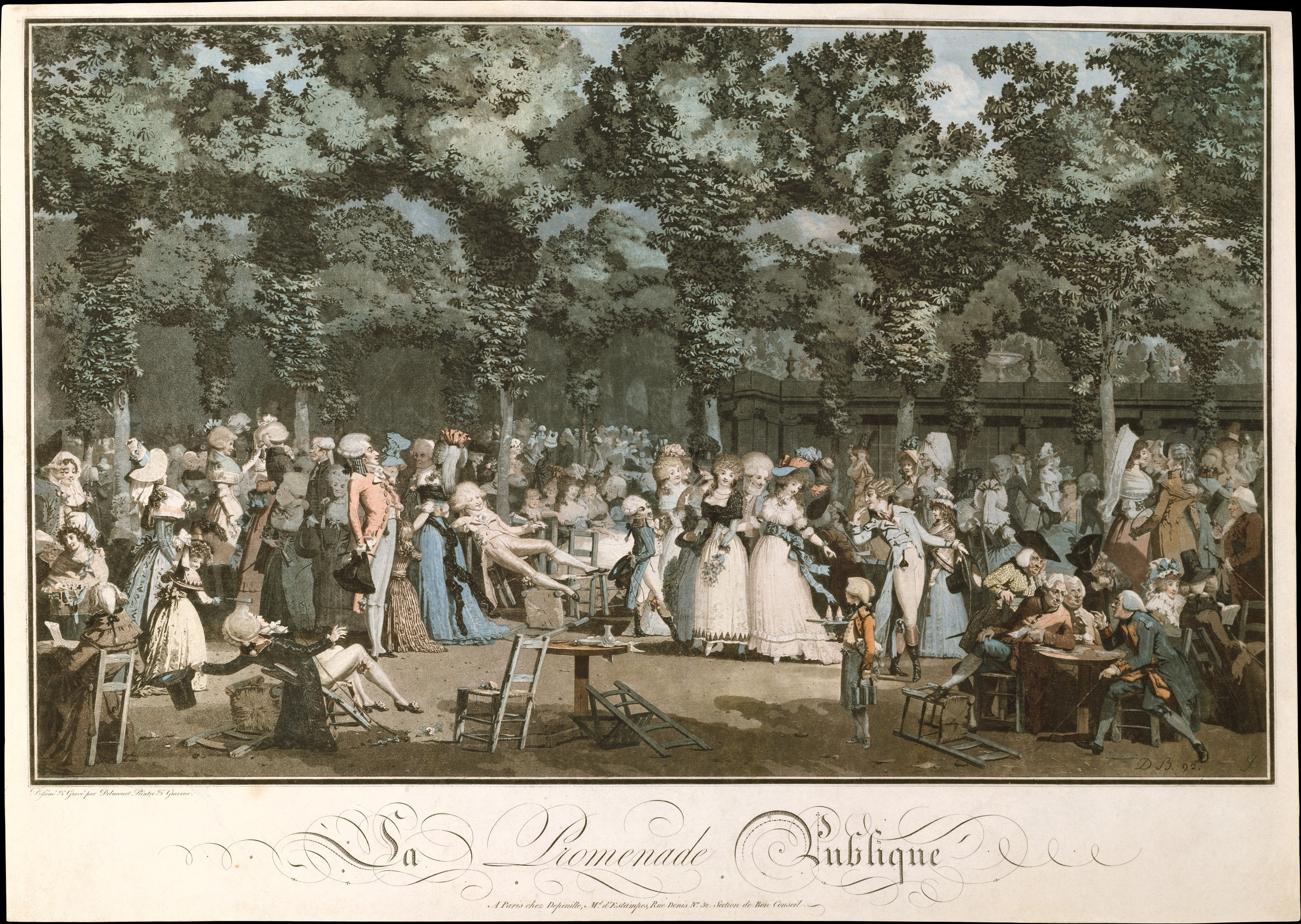
La Promenade publique, aquatinte, Cincinnati Art Museum.
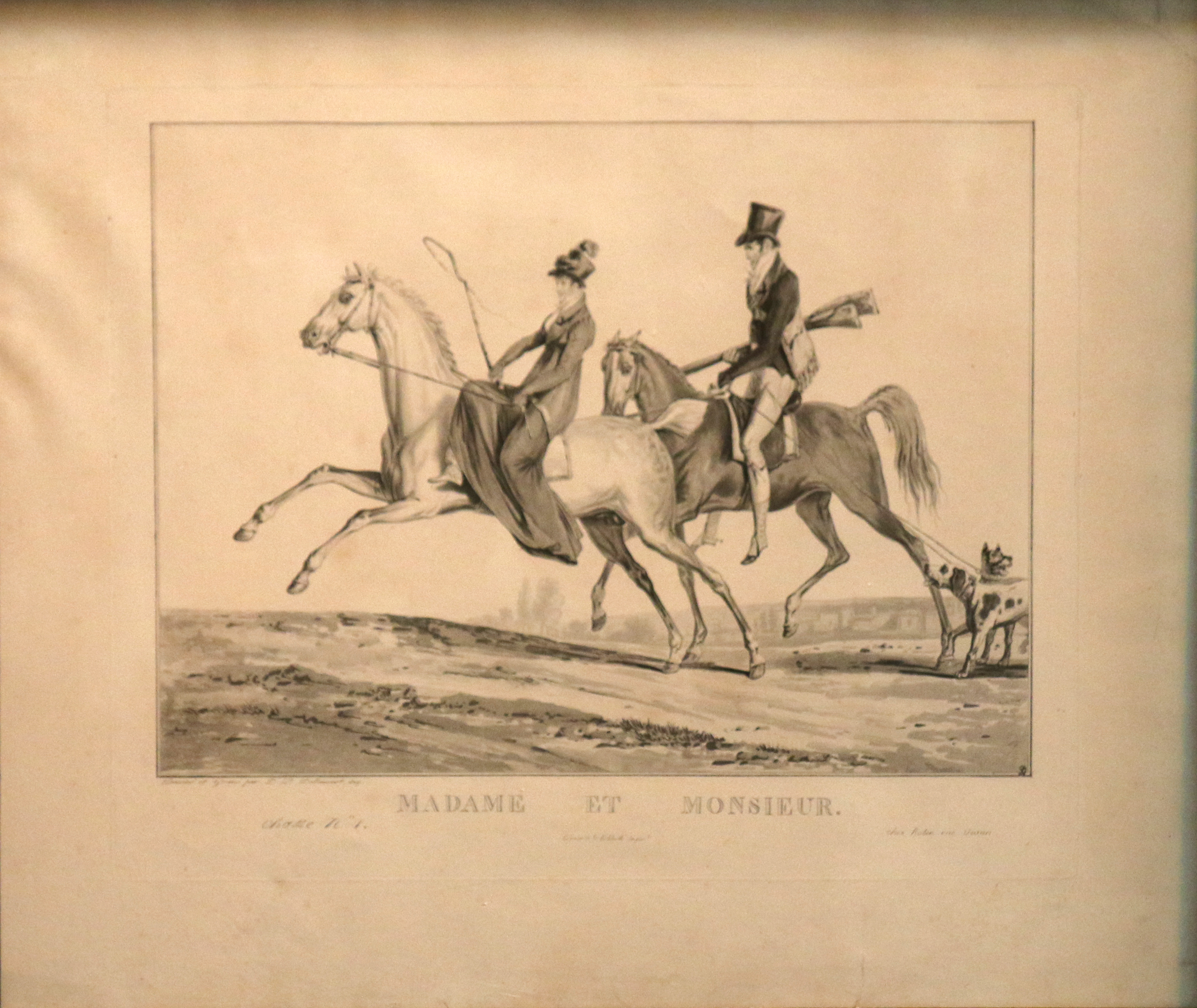
Madame et Monsieur, gravure d'après Carle Vernet, Avignon , musée Louis Vouland.
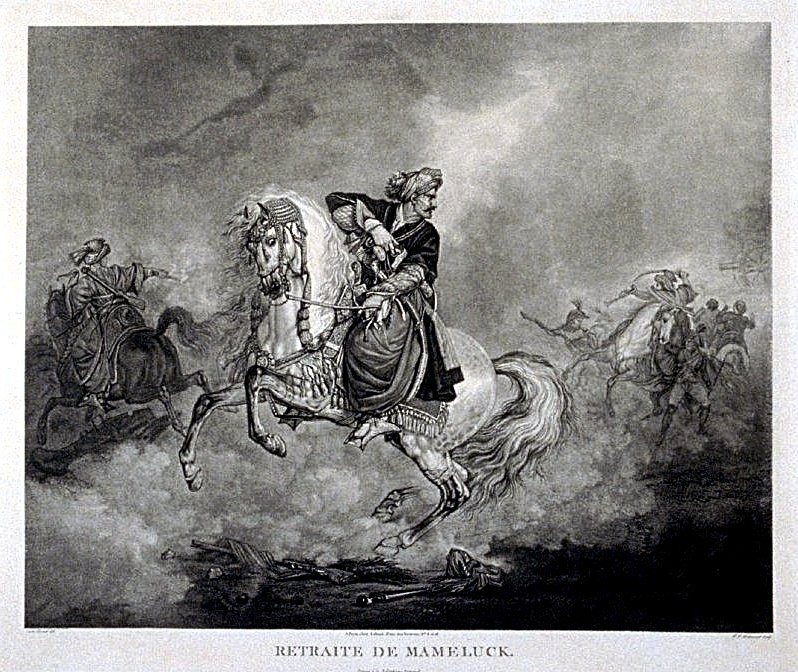
Retraite de Mameluck, aquatinte d'après  Carle Vernet, Musée des Beaux-Arts de San Francisco
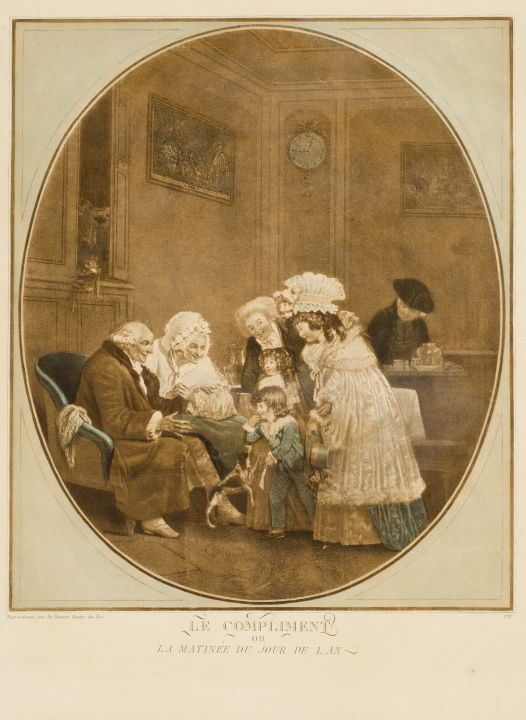
Le Compliment, ou la matinée du jour de l'an, aquatinte, Tallinn, musée Mikkel.